# HD 131496
Arcalís eller HD 131496 är en ensam stjärna, belägen i den södra delen av stjärnbilden Björnvaktaren. Den har en skenbar magnitud av ca 7,96 och kräver åtminstone en handkikare för att kunna observeras. Baserat på parallax enligt Gaia Data Release 2 på ca 7,6 mas, beräknas den befinna sig på ett avstånd på ca 432 ljusår (ca 132 parsek) från solen. Den rör sig bort från solen med en heliocentrisk radialhastighet på ca 1,4 km/s.
Stjärnor som HD 131496 kallas ibland "pensionerade A-stjärnor", eftersom de skulle ha varit stjärnor av spektraltyp A i huvudserien. Denna stjärntyp förekommer oftast i samband med sökning efter exoplaneter, där de är användbara eftersom dessa utvecklade stjärnor är svalare och har mer spektrallinjer än deras motsvarighet i huvudserien, vilket underlättar planetsökningen.

## Nomenklatur
HD 131496 och dess planet, HD 131496 b, valdes ut som en del av kampanjen NameExoWorlds år 2019, organiserad av International Astronomical Union, som tilldelade varje land en stjärna och planet att namnge. HD 131496 tilldelades Andorra. Det vinnande förslaget till stjärnans namn var Arcalís, efter en bergstopp i norra Andorra där solen skiner genom ett gap två gånger om året på fasta datum, vilket leder till dess användning som en primitiv solkalender. Planeten fick namnet Madriu, efter en isdal och flod i sydöstra Andorra som utgör den största delen av UNESCO:s världsarvslista Madriu-Perafita-Claror.

## Egenskaper
Primärstjärnan HD 131496 är en orange till gul underjättestjärna av spektralklass K0 IV. Den har en massa som är ca 1,6 solmassor, en radie som är 4,3 solradier och har ca 10 gånger solens utstrålning och från dess fotosfär vid en effektiv temperatur på 4 900 K.

## Planetsystem
År 2011 upptäcktes en planet med en massa som är ungefär 2,2 gånger Jupiters massa och som kretsar runt stjärnan på ett avstånd av 2,09 astronomiska enheter (AE) med en omloppsperiod av 883 dygn.